# Cecilio Báez
Cecilio Báez González (Assunção, 1 de janeiro de 1862 — 18 de junho de 1941) foi um jornalista, jurista, professor e político paraguaio, presidente do país de 9 de dezembro de 1905 a 25 de novembro de 1906.
É um dos três primeiros doutores em Direito e Ciências Sociais pela Universidad Nacional de Asunción em 1893. Foi reitor da mesma universidade. Durante o governo do Marechal José Félix Estigarribia, foi nomeado Reitor Honorífico Perpétuo da Universidad Nacional.
Durante seu governo, chegaram os primeiros automóveis ao Paraguai e seria criado o Banco Paraguayo. 